# Certified steppers
Certified steppers is een lied van de Nederlandse rapper JoeyAK. Het werd in 2022 als single uitgebracht.

## Achtergrond
Certified steppers is geschreven door Joël Hoop en geproduceerd door Gubes. Het is een nummer dat past in de genres nederhop en drillrap. In het lied rapt JoeyAK over zijn straatleven.  

## Hitnoteringen
De artiest had bescheiden succes met het lied in Nederland. Het kwam tot de 74e plaats van de Single Top 100 in de twee weken dat het in deze hitlijst te vinden was. De Top 40 en haar Tipparade werden niet bereikt.